# الفيلا الأولمبية إلزير كابرال
الفيلا الأولمبية إلزير كابرال (Vila Olímpica Elzir Cabral) والمعروف أيضًا بـ قلعة فيرايو (Fortim do Ferrão) هو ملعب متعدد الأغراض يقع في فورتاليزا، البرازيل افتتح في 19 مارس 1989. يتم استخدامه في الغالب لمباريات كرة القدم ويستضيف مباريات نادي أتلتيكو فيروفياريو الذي يمتلك الملعب. تبلغ السعة القصوى للملعب 8,000 شخص.
الملعب هو أول ملعب خاص في ولاية سيارا معترف به من قبل الاتحاد البرازيلي لكرة القدم على أنه قادر على استضافة المباريات والمسابقات الرسمية. تم تسميته على اسم إلزير كابرال، الذي كان رئيس نادي فيروفياريو واشترى الأرض التي تم بناء الملعب بها.